# Joseph Van Reeth
Pour les articles homonymes, voir Van Reeth.
Joseph Van Reeth, né le 6 août 1843 à Anvers (Belgique) et décédé le 11 septembre 1923 à Galle (Sri Lanka), est un prêtre jésuite belge, missionnaire et, en 1895, premier évêque du diocèse de Galle à Ceylan (Sri Lanka).

## Biographie

### En Belgique
Entré dans la Compagnie de Jésus le 25 septembre 1860, après avoir fait son noviciat à Tronchiennes (1860-1863) et des études de philosophie à Tournai et Namur (1864-1866), Van Reeth se prépare au sacerdoce en faisant la théologie au théologat jésuite de Louvain (1870-1874). Il est ordonné prêtre le 8 septembre 1875. Dans l’intervalle il a enseigné les études classiques à Tronchiennes et au collège Saint-Stanislas de Mons.
En 1877 il est Vice-Provincial et, cinq ans plus tard (1882), Provincial des jésuites de Belgique. Il soutient fortement le travail des jésuites belges au Chota Nagpur, en Inde, et, à la demande du père Sylvain Grosjean, y envoie de nombreux missionnaires pour seconder le père Constant Lievens.  À la fin de son mandat (1888), il est envoyé comme recteur et maître des novices à Tronchiennes. C’est à Tronchiennes que lui parvient sa nomination comme évêque du diocèse de Galle à Ceylan.

### À Ceylan (Sri Lanka)
Ceylan (aujourd'hui 'Sri Lanka') est un territoire missionnaire récemment confié aux jésuites belges par le pape Léon XIII. Par une demande expresse du pape un grand séminaire est fondé à Kandy, au centre de l’île (1893), pour la formation d’un clergé autochtone (pour l’ensemble des Indes, alors Britanniques).

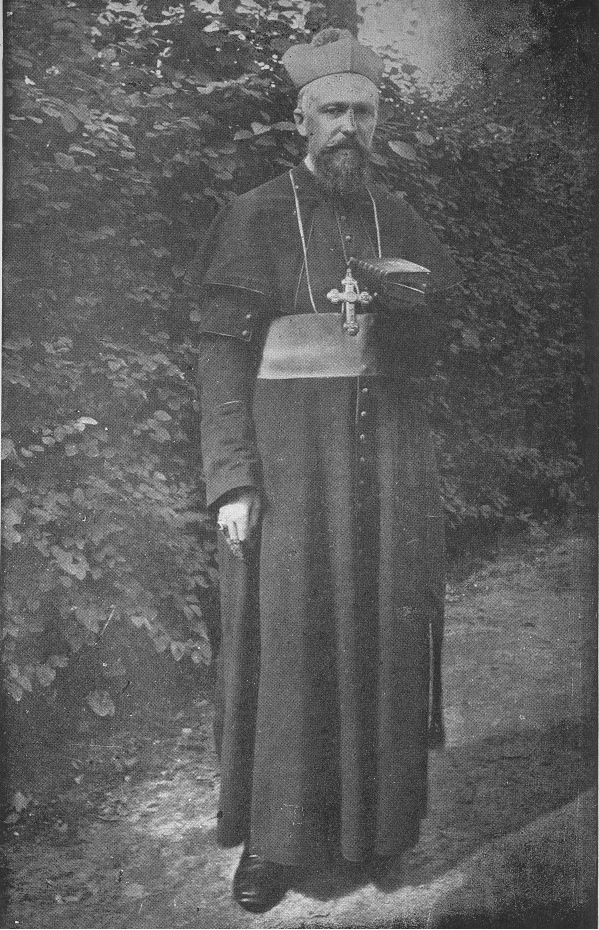
Mgr Joseph Van Reeth au Sri Lanka vers 1900.

Le 19 mars 1895, Van Reeth est consacré évêque à Anvers par Pierre-Lambert Goossens avec comme co-consécrateurs Antoine Stillemans et Josephus Franciscus van der Stappen.  Peu après, accompagné de trois prêtres et d'un frère jésuite il s’embarque pour Ceylan et arrive à Galle, une ancienne place forte de l’empire colonial néerlandais située à l’extrême sud de l’île.
Dans un climat qui ne lui est pas familier Van Reeth se met à l’œuvre et développe en priorité l’éducation, fondant le Collège Saint-Louis et demandant l’aide de religieuses belges pour l’éducation des jeunes filles. Des Sœurs de la Charité de Jésus et de Marie, parmi lesquelles sa propre cousine Marie, arrivent bientôt à Galle pour le seconder et y ouvrir une école et orphelinat (1896).
Pour ouvrir des perspectives de vie religieuse aux jeunes filles indigènes et s’occuper des plus démunis, Van Reeth fonde en 1903 une congrégation autochtone, les Sœurs des Saints Anges. Ces religieuses, avec un réseau de 36 écoles et orphelinats dans toute l’île sont reconnues aujourd’hui comme la plus importante congrégation religieuse féminine du Sri Lanka. Pour son centenaire (en 2003) l'administration postale du pays émit un timbre spécial qui arbore en médaillon le portrait de leur révéré fondateur, Mgr Van Reeth.
Homme austère, dynamique et influent, un rien autoritaire, mais n’ayant jamais maîtrisé la langue locale, Van Reeth est décédé à Galle le 11 septembre 1923. Il est enterré dans la cathédrale Sainte-Marie de Galle — sa pierre tombale se trouve dans la chapelle du Christ-Roi à gauche du chœur.

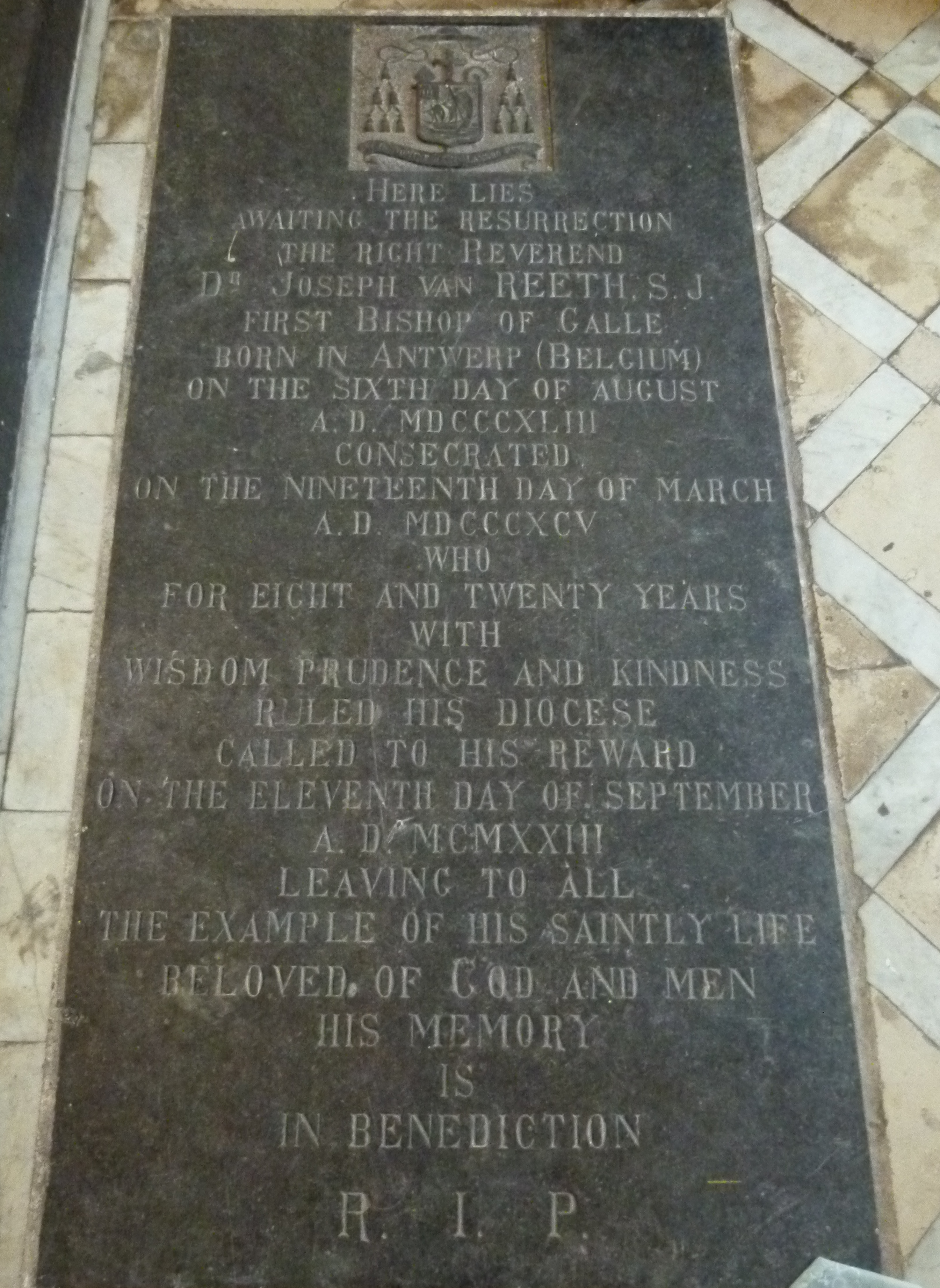
Pierre tombale de Mgr Joseph Van Reeth dans la cathédrale Sainte-Marie de Galle, Sri Lanka.